# Tōru Fukuyama
Tōru Fukuyama (jap. 福山 透 Fukuyama Tōru; ur. 9 sierpnia 1948 w Anjō, prefektura Aichi) – japoński chemik, profesor Uniwersytetu Tokijskiego, współodkrywca sprzęgania Fukuyamy w 1998 roku.
Studia na Nagoya University ukończył w 1973 roku. Stopień doktora uzyskał w 1977 r. na Uniwersytecie Harvarda pod kierunkiem prof. Yoshito Kishiego, na którym odbywał także staż podoktorski w latach 1977–1978. W 1978 r. został mianowany docentem chemii na Uniwersytecie Rice'a. Następnie w 1982 r. został profesorem nadzwyczajnym, a w 1988 r. – profesorem zwyczajnym. W 1995 r. powrócił do Japonii i objął Wydział Farmaceutyki na Uniwersytecie Tokijskim.
Zajmuje się głównie opracowywaniem nowych metod otrzymywania naturalnie występujących związków o znaczeniu medycznym. Opracował metody syntezy totalnej m.in. katarantyny, CP-263,114, cyjanocykliny, trabektedyny, FR900482, gelseminy, izomitomycyny A, K252a, leinamycyny, mitomycyny C, poliaminowych toksyn pajęczych, chinokarcyny, winblastyny i windoliny.
Został wyróżniony m.in.
- 1993 – ACS Arthur C. Cope Scholar Award
- 2002 – Synthetic Organic Chemistry Award, Japan
- 2003 – ISHC Senior Award in Heterocyclic Chemistry
- 2004 – ACS Award for Creative Work in Synthetic Organic Chemistry
- 2006 – Pharmaceutical Society of Japan Award